# Ставриды
Ставри́ды (лат. Trachurus) — род морских лучепёрых рыб из семейства ставридовых (Carangidae).
Латинское название рода происходит от греческих слов греч. τραχύ — «грубый», и  греч. ουρά — «хвост».
Русским словом «Ставрида» могут обозначаться разные виды рыб из семейства ставридовых, имеющие промысловое значение.

## Описание
Тело удлинённое, веретенообразное, покрыто мелкой циклоидной чешуёй; оканчивается тонким хвостовым стеблем и широко раздвоенным хвостовым плавником. Максимальная длина тела у представителей разных видов варьируется от 22 до 80 см. Два спинных плавника, перед анальным плавником расположены две колючки. Масса тела в среднем около 300 грамм, но может достигать более 2,8 килограмма. Боковая линия в передней части расположена выше середины тела, идёт прямо или немного изгибается вверх. На уровне начала основания второго спинного плавника резко изгибается вниз и далее идёт прямо вдоль середины тела до хвостового плавника. На всём протяжении боковая линия вооружена щитками со слабо развитыми килями. Щитки в задней прямой части боковой линии снабжены направленными назад колючками. Последние несколько щитков, расположенных на хвостовом стебле, не являются колючими и не учитываются при описании меристических признаков. Вдоль спины до начала первого или до окончания второго спинного плавника проходит ещё одна дополнительная боковая линия.
Стайные пелагические рыбы, образует большие скопления.
Обитают в тёплых водах в пределах континентального шельфа, часто вблизи от берега. Размножаются в тёплое время года. Питаются планктоном и мелкой рыбой, порой донными беспозвоночными.

## Виды
- Trachurus capensis Castelnau, 1861 — капская ставрида
- Trachurus declivis (Jenyns, 1841) — южная ставрида, или малотычинковая ставрида, или австралийская ставрида
- Trachurus delagoa Nekrasov, 1970 — Делагоанская ставрида, или африканская ставрида
- Trachurus indicus Nekrasov, 1966 — Индийская ставрида, или аравийская ставрида
- Trachurus japonicus (Temminck and Schlegel, 1844) — японская ставрида
- Trachurus lathami Nichols, 1920 — Ставрида-латами, или южная стальноголовая ставрида
- Trachurus longimanus (Norman, 1935)
- Trachurus mediterraneus (Steindachner, 1868) — средиземноморская ставрида, или черноморская ставрида
- Trachurus murphyi Nichols, 1920 — перуанская ставрида
- Trachurus novaezelandiae Richardson, 1843 — новозеландская ставрида
- Trachurus picturatus (Bowdich, 1825)
- Trachurus symmetricus (Ayres, 1855) — Калифорнийская ставрида
- Trachurus trachurus (Linnaeus, 1758) — обыкновенная ставрида, или атлантическая ставрида
- Trachurus trecae Cadenat, 1950 — Ставрида-треке, или большеглазая чёрная ставрида, или западноафриканская ставрида